# Famous Birthdays
Famous Birthdays est un site Web basé à Los Angeles, en Californie, consacré au recensement des anniversaires de personnes célèbres et à la compilation d'autres faits les concernant,.
Il a été fondé en 2012 par Evan Britton, qui a, depuis, décrit le site comme « Wikipedia pour la Génération Z ». Il se concentrait à l'origine sur les célébrités traditionnelles comme Tom Hanks et Kobe Bryant, mais il a depuis élargi sa portée pour inclure les célébrités populaires sur Internet qui ne seraient pas considérées comme « célèbres ». En janvier 2018, il comptait plus de 150 000 pages de personnes et était consulté par une moyenne de dix-huit millions d'utilisateurs uniques chaque mois.